# Abenezra (cràter)
Abenezra és un cràter lunar a les rugoses terres altes de la secció sud-central de la Lluna. És al costat del cràter Azophi; al nord-oest s'hi troba el cràter Geber i més cap al sud-est hi ha el llarg cràter Sacrobosco. El cos de l'Abenazra té una forma poligonal notable, amb segments desiguals a la paret. Les partes internes tenen una terrassa i el fons és irregular i presenta una rugositat que forma un patró inusual. La part est del cràter s'encavalca amb una altra formació semblant, un cràter satèl·lit designat amb el nom d'Abenazra C.

## Cràters satèl·lit
Per convenció, aquestes característiques s'identifiquen en els mapes lunars posant lletres al costat del punt mitjà del cràter que es troba més pròxim al cràter Abenezra:
| Abenezra | Latitud | Longitud | Diàmetre |
| -------- | ------- | -------- | -------- |
| A        | 22.8° S | 10.5° E  | 23 km    |
| B        | 20.8° S | 10.1° E  | 14 km    |
| C        | 21.3° S | 11.1° E  | 44 km    |
| D        | 21.7° S | 9.7° E   | 8 km     |
| E        | 21.4° S | 9.4° E   | 14 km    |
| F        | 21.5° S | 10.3° E  | 7 km     |
| G        | 20.5° S | 11.0° E  | 5 km     |
| H        | 21.1° S | 12.8° E  | 4 km     |
| J        | 19.9° S | 10.7° E  | 5 km     |
| P        | 19.9° S | 9.9° E   | 44 km    |